# 拉包切切尼
拉包切切尼（匈牙利語：Rábacsécsény）是匈牙利杰尔-莫雄-肖普朗州所辖的一个村。总面积15.68平方公里，总人口613，人口密度39.1人/平方公里（2011年1月1日）。